# Austin Model 1
AM1 ou Austin Model 1 est une méthode de calcul de chimie quantique développée par M. Dewar en 1985. Le modèle AM1 est basé sur une approche Hartree-Fock semi-empirique. À la différence d'une approche ab initio, où toutes les intégrales bi-électroniques sont calculées, on réalise dans une approche semi-empirique un certain nombre d'approximations de manière à réduire ce nombre d'intégrales et ainsi alléger le temps de calcul. Ces approximations sont les suivantes :
- Seuls les électrons de valence sont considérés explicitement dans les calculs (on considère que les électrons de cœur et le noyau forment un noyau effectif)
- Une base minimale est utilisée pour les électrons de valence
- La matrice de recouvrement S est traitée selon l'approximation ZDO (Zero Differential Overlap)

L'approximation ZDO va annuler tous les produits de fonctions de base associées aux mêmes coordonnées ; on peut donc écrire pour les éléments de matrice de S :
{\displaystyle {\hat {S}}_{pq}=<\chi _{p}|\chi _{q}>=\delta _{q}}
Il est évident que le fait d'introduire des approximations va avoir pour effet de s'écarter de la réalité. Les approximations sont donc compensées en paramétrisant les intégrales restantes. Le nombre d'intégrales négligées ainsi que le type paramétrisation vont définir les différentes méthodes semi-empiriques.
Le modèle AM1 fut développé dans le but d'améliorer le modèle MNDO (Modified Neglect of Differential Overlap) qui conduisait à des énergies de répulsion trop élevées. Le terme répulsif a alors été modifié par l'introduction de fonctions gaussiennes de forme mathématique :
{\displaystyle {\hat {V}}(A,B)=Z_{A}Z_{B}<s_{A}s_{A}|s_{B}s_{B}>[1+F(A)+F(B)]}
où
- {\displaystyle {\hat {F}}(A)=e^{-\alpha _{A}R_{AB}}+\sum _{i}e^{[L_{Ai}(R_{AB}-M_{Ai}^{2}]}}
- {\displaystyle {\hat {F}}(B)=e^{-\alpha _{B}R_{AB}}+\sum _{j}e^{[L_{Aj}(R_{AB}-M_{Aj}^{2}]}}

Les termes K, L et M sont des paramètres tandis que les indices i et j sont les nombres de fonctions gaussiennes impliquées dans les calculs. La valeur de ces indices varie typiquement de 2 à 4 selon l'atome considéré.